# Flavius Aetius
Flavius Aetius, hoặc đơn giản là Aëtius (khoảng 396-454), Quận công kiêm quý tộc ("dux et patricius"), là tướng La Mã vào thời kỳ cuối Đế quốc Tây La Mã. Ông theo quân đội từ sớm, từng làm con tin cho các vua "di địch" như Alaric I (Goth) và Rugalia (Hung), sau làm tướng cho "kẻ soán ngôi" Joannes rồi lại theo hoàng đế Valentinianus III. Ông là nhà quân sự, ngoại giao và là một trong những người có thế lực nhất Tây La Mã trong suốt hai thập kỷ (433-454). Ông đã mở nhiều chiến dịch đánh các "man di" xâm phạm La Mã. Nổi bật hơn cả là trận ông thắng đội quân dữ tợn của người Hung do Attila chỉ huy: bằng đường lối đối ngoại khôn khéo, ông đã lập được liên minh với các man di ở châu Âu, họp quân đánh Attila ở Chalons năm 451, buộc Attila phải chạy về nước.
Cùng với thống đốc Bonifacius và StIlyicho, Aetius thường được các sử gia đời sau gọi là "người La Mã cuối cùng" với ngụ ý rằng, sau ông, La Mã không thể sản sinh được một người nào khác xứng đáng xếp cùng với các bậc anh hùng thuở xưa. Nhà sử học Anh Edward Gibbon thường nhắc đến ông là "nhân vật được xưng tụng rộng rãi là nỗi khiếp đảm của di địch và là cột chống của nền cộng hòa". Sau chiến thắng Châlons, ông sự nghiệp đang lên thì bị Valentinianus III đố kỵ, giết hại.

## Tiểu sử

### Gia đình
Flavius Aetius sinh tại Durostorum ở vùng Hạ Moesia (nay là Silistra, Bungari) vào năm 396. Cha ông là Flavius Gaudentius, một người lính La Mã gốc Scythia, mẹ ông không rõ họ tên, xuất thân từ một gia đình quý tộc giàu có gốc Ý. Vào năm 425, Aetius kết hôn với một người con gái không rõ họ tên của Carpilio, hạ sinh một người con trai cũng tên là Carpilio. Về sau ông còn kết hôn với Pelagia, góa phụ của Bonifacius, có thêm một người con trai nữa là Gaudentius. Ngoài ra ông còn có một cô con gái nữa không rõ họ tên, về sau là vợ của Thraustila, người đã trả thù cho cái chết của Aetius bằng cách lập mưu ám sát Valentinianus III.

### Sự nghiệp ban đầu

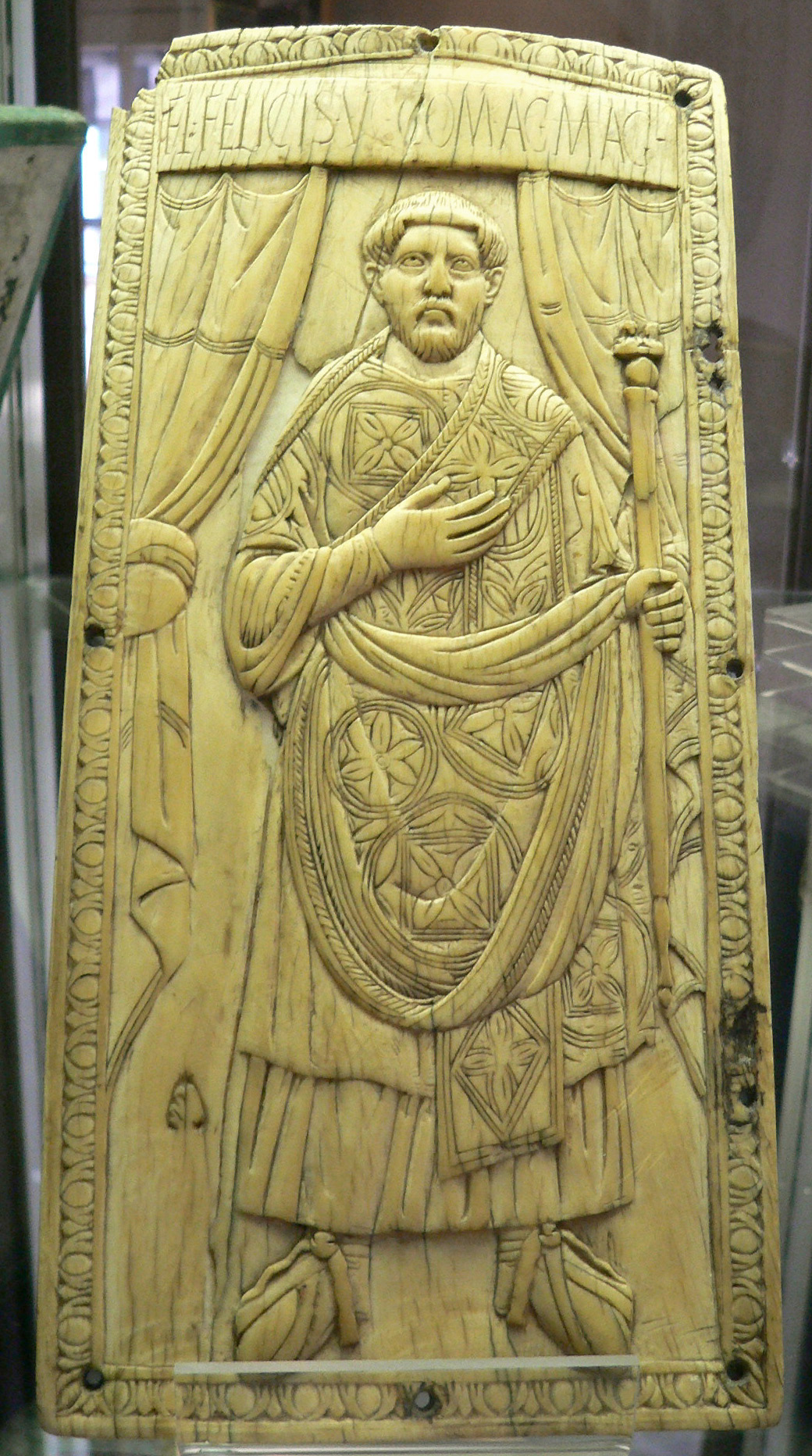
Tấm bia khắc tranh bộ đôi về quan chấp chính Flavius Felice vào năm 428, một trong những đối thủ của Aetius, sau bị Aetius xử tử vào năm 430.

Thời nhỏ, ông là đầy tớ trong cung, về sau ghi danh vào phục vụ trong một đơn vị quân đội là tribuni praetoriani partis militaris. Từ năm 405 cho đến năm 408, ông làm con tin cho vua Goth là Alaric I. Vào năm 408, Alaric đề nghị phóng thích ông, nhưng Aetius từ chối, rồi ông được chuyển tới làm con tin cho Rugila, vua người Hung. Gibbon và một số nhà sử học khác cho rằng Aetius là kết quả của sự giáo dục ở các nước "di địch" mạnh mẽ và hiếu chiến như Hung, đã tôi luyện cho ông một sức mạnh hùng dũng và tinh thần thượng võ mà người La Mã đang dần mất đi vào giai đoạn đó.
Năm 423, Hoàng đế Tây La Mã Honorius qua đời. Người có uy quyền lớn nhất là Castinus, đã lập tướng Joannes lên ngôi, dù Joannes không phải người nhà Theodosius và không được Đông La Mã công nhận. Hoàng đế Đông La Mã Theodosius II sai cha con Ardaburius, Aspar đi đánh Joannes, lập cháu Honorius là Valentinianus III lên thay. Joannes núng thế, bèn phong Aetius làm cura palatii và cử đi cầu viện nước Hung. Trong lúc Aetius vắng, mùa hè năm 425, quân Đông La Mã tiến vào Ravenna giết Joannes. Sau Flavius Aetius đem quân Hung về cứu chủ, thì phát hiện Valentinianus III và mẹ là Galla Placidia đã cai quản Đông La Mã. Aetius đánh một trận với Aspar, bị thất lợi; ông bèn thỏa hiệp với Galla Placidia rằng ông sẽ rút quân Hung về, đổi lại Valentinianus phải phong ông làm comes et magister militum per Gallias (Tổng tư lệnh quân đội xứ Gaul).
Năm 426 Flavius Aetius đánh tan quân Tây Goth, giải vây thành Arelate. Vào năm 428, ông đánh bại quân Frank và tái chiếm hầu hết các tỉnh nằm dọc sông Rhine. Tiếp đó vào năm 429, Aetius được phong làm Tổng tư lệnh quân đội ("magister militum"). Cũng trong năm đó, ông đánh được quân Juthungi tại Raetia và tiêu diệt một nhóm quân Tây Goth ở gần Arelate, bắt sống được thủ lĩnh của họ là Anaolsus. Vào năm 431, ông cả phá người Nori tại Noricum, quay trở lại xứ Gaul, ông nghênh đón Hydatius, Giám mục xứ Aquae Flaviae, người hay phàn nàn về cuộc tấn công của người Suebi.
Vào tháng 5 năm 430, Aetius buộc tội quan chấp chính Flavius Felix vì có âm mưu chống lại ông và xử tử cả nhà Felix để trừ hậu hoạn. Năm 432, quân Frank lại sang đánh, Aetius cả phá được địch, ký kết hòa ước với họ và gửi trả Hydatius đến chỗ người Suebi tại Iberia.

### Tranh giành quyền lực
Kể từ năm 425, Aetius là một trog hai tướng lĩnh dưới quyền Flavius Constantius Felix, người thứ hai là Bonifacius, Thống đốc châu Phi, sự tranh giành quyền lực giữa hai viên tướng bắt đầu gia tăng vào cùng năm đó. Aetius âm mưu chống lại Bá tước (comes) châu Phi, khiến cho Bonifacius bị thất sủng với Galla Placidia vào năm 427. Năm 429, Bonifacius cuối cùng phải trở về Ý để ủng hộ Placidia, trước khi một cuộc nổi loạn bùng nổ tại châu Phi và việc kêu gọi sự trợ giúp từ người Vandal. Những nỗ lực tối đa của Aetius cũng không thể ngăn cản được người Vandal tiến vào lập nước riêng của họ ở Bắc Phi. Vua Gaiseric của Vandal chiếm lĩnh được Carthage, thành phố thứ hai của đế quốc phía Tây vào năm 439 và xây dựng một hạm đội hải tặc hoàng hành khắp nơi ở vùng biển Địa Trung Hải.
Sau cái chết của Felix vào tháng 5 năm 430, bắt đầu bùng nổ cuộc đấu tranh quyền lực giữa hai nhân vật chính còn lại, Aetius và Bonifacius. Vào năm 432, Aetius giữ chức quan chấp chính tối cao và Bonifacius được Galla Placidia triệu về Ý bổ nhiệm chức quý tộc (patrician), Sau cùng Aetius quyết định hành quân chiến đấu chống lại Bonifacius trong Trận Rimini, Bonifacius thắng trận nhưng vì vết thương quá nặng nên ông này qua đời chỉ vài tháng sau. Aetius chỉ huy quân đội cùng với đồng minh là người Hung, tiến tới thành La Mã, vượt qua Dalmatia và Pannonia, được sự trợ giúp và ủng hộ của người Hung, Aetius sớm khôi phục lại quyền lực về tay ông, đồng thời tiếp nhận danh hiệu magister utriusque militiae từ triều đình phương Tây, sau đó ông cho đày người con rể của Bonifacius, Sebastianus, người kế tục Bonifacius giữ chức magister militum praesentalis, từ Ý đến thủ đô Constantinopolis, chiếm đoạt hết tài sản và kết hôn với người vợ của Bonifacius là Pelagia.

### Chiến dịch chống lại người Burgundi, Bagaudae, và Tây Goth
Từ năm 433 đến 450, Aetius là người nắm toàn bộ việc nước ở La Mã, ngày 5 tháng 9 năm 435 ông được ban cho tước hiệu quý tộc (patrician) đóng vai trò là người bảo hộ Galla Placidia và là quan Nhiếp chính của Valentinianus III. Đồng thời ông tiếp tục hướng sự chú ý đến xứ Gaul. Vào năm 436, Aetius đánh bại quân đội của Gunther, vua xứ Burgundi và buộc phải chấp nhận ký kết hiệp ước hòa bình với Tây La Mã, cùng năm đó, Aetius cùng với tướng Litorius dưới quyền đem quân trấn áp một cuộc nổi loạn của Bacaudae tại Armorica. Trong hai năm tiếp theo, đại tướng Aetius tiến hành các chiến dịch quân sự chống lại người Suebi và Tây Goth. Vào năm 438, Aetius chỉ huy quân La Mã đánh bại người Tây Goth tại Trận Mons Colubrarius, đến năm 439, thì người Tây Goth dẫn quân đánh bại và giết chết viên tướng dưới quyền Aetius là Lictorius. Khi trở lại Ý, ông được Viện nguyên lão và dân chúng thành La Mã tán dương, ca ngợi, thậm chí Valentinianus III còn cho dựng tượng ông để hưởng ứng, sự kiện này được ghi lại trong những bài văn tán tụng của Merobaudes.
Vào năm 443, Aetius cho phép những người Burgundi còn lại được định cư ở Savoy, phía nam Hồ Geneva. Nhưng mối quan tâm cấp bách nhất của ông chính là những vấn đế tại Gaul và Iberia, chủ yếu là với Bagaudae. Ngoài ra ông còn cho phép người Alan tới định cư ở khoảng giữa Valence và Orléans chứa đựng những bất ổn xung quanh bán đảo Brittany ngày nay.
Việc người Alan định cư tại Armorica gây ra khá nhiều vấn đề rắc rối vào năm 447 hoặc 448. Cũng trong thời gian này, người Frank, dưới sự thống lĩnh của vua Clodio, đã tấn công vào khu vực gần Arras, ở Belgica Secunda, Aetius mau chóng ngăn chặn kẻ xâm lược gần Vicus Helena, nơi ông trực tiếp chỉ đạo cuộc hành quân trong khi cấp trên là Majorian (về sau trở thành Hoàng đế) chiến đấu trong đội kỵ binh. Vào năm 450, Aetius khôi phục lại mối quan hệ tốt với người Frank. Cùng năm đó, trên thực tế, vị vua của người Frank là Clodio đã qua đời, một viên quý tộc (patricius) ủng hộ con trai của Clodio lúc này đang ở thành La Mã quay trở về lên ngôi vua xứ Frank.

### Đánh bại Attila tại Chalons

Bản đồ tiến công của quân Hung trong cuộc xâm lược xứ Gaul, dẫn đến Trận Chalons.

Một mối đe dọa lớn hơn đã thu hút Aetius về phía bắc. Người Hung, với những cánh quân kỵ binh hung tợn, đã dựng một đế quốc trải dài từ sông Volga đến vùng Baltic. Vua Attila hiếu chiến nhất của họ, được mệnh danh trong lịch sử là "chiếc roi da của Thượng đế" (tiếng Latin: flagellum dei), đã tàn phá những tỉnh thuộc châu Âu của đế quốc La Mã ở phía Đông vào năm 440 và sau đó tiến dần về phía Tây. Để giữ hòa bình, Aetius đã cho phép một bộ phận của người Hung được định cư tại Pannonia, dọc theo Sông Sava, ông còn gửi người thư lại là Constantius cho Attila để trợ giúp và xoa dịu tính khí hiếu chiến của ông ta. Năm 449, Attila bị mất trộm một món đồ mạ vàng. Aetius lập tức gửi sứ giả sang trấn an, Attila đáp lại bằng một món quà nho nhỏ là một người lùn tên Zerco, người sau này được Aetius trao trả lại cho người chủ đầu tiên, Aspar.
Tuy nhiên mối quan hệ tốt đẹp giữa người La Mã và người Hung không kéo dài được bao lâu, ngay khi Attila muốn công chiếm xứ Gaul, ông ta thừa biết Aetius lúc đó đang là thống lĩnh quân sự ở Gaul là một chướng ngại vật quan trọng cho sự nghiệp của ông ta, vì thế ông cố gắng loại bỏ nó ngay lập tức. Năm 451, Attila họp quân người chính gốc Hung và quân chư hầu đánh Gaul, ban đầu lấy được vài thành phố và uy hiếp Orléans (Pháp ngày nay). Dân Alan định cư ở đây có ý đào ngũ sang phe Attila. Aetius bàn với nguyên lão Nghị viên có thế lực nhất lúc đó là Avitus cử sứ sang thuyết phục vua Tây Goth Theodoric I liên minh với La Mã đánh Hung. Aetius còn ngăn không cho Sangibanus, đồng minh của Hung, hội quân với Attila. Quân La Mã-Tây Goth kéo đến Orléans, quân Hung bèn bỏ thành phố.
Ngày 20 tháng 9 năm 451 (một số nguồn tài liệu khác thì ghi là ngày 20 tháng 6 năm 451), Aetius và Theodoric đích thân đánh Attila và đồng minh trong Trận Châlons. Trong đêm trước trận đánh, Flavius Aetius đã tiêu diệt một số quân đi sau của Attila. Đến sáng, Aetius đóng quân dọc theo một đồi dài, hình chữ U. Aetius noi theo cách của Hannibal, đặt quân tinh nhuệ nhất là quân Tây Goth, quân La Mã ở hai cánh. Quân các chư hầu yếu hơn là Frank, Alan đứng chính giữa. Quân Hung tràn lên đồi; Aetius và Thorismund (con Theodoric) thúc quân chống đánh, quân Hung phải lui xuống. Kế đến, Theodoric và Thorismund dẫn quân Goth xông lên, cả phá quân Hung. Theodoric chết tại trận, nhưng Attila phải rút vào trại cố thủ. Hôm sau, các tướng định công phá trại Attila, nhưng Aetius ngăn lại, vì ông sợ khi Attila bị diệt, đến lượt Tây Goth sẽ đánh Gaul, gây nguy hại cho La Mã. Ông còn bảo Thorismund về gấp Toulouse (quốc đô Tây Goth) để nhận ngôi vua. Có lẽ cũng nhờ vậy mà quân La Mã lấy được hết chiến lợi phẩm.
Năm 452 Attila ép Valentinianus III gả em là Honoria, rồi dẫn quân đánh Ý. Aetius không chặn quân Hung từ đèo Anpơ vào Ý, chỉ đóng đồn ở Aquileia. Attila mặc sức cướp bóc, tàn phá các thành phố Ý và đốt trụi Aquileia. Valentinianus III bỏ Ravenna chạy về Roma. Aetius vẫn ở chiến trường nhưng không đủ quân để đánh trận. Ông bèn đặt quân tại Bononia hòng chặn đường từ dãy Appennini tới Ravenna và Roma. Edward Gibbon viết sử La Mã cho rằng tài nghệ của Aetius chưa bao giờ bộc lộ rõ hơn lúc này: tuy không còn đồng minh, ông phải quấy rối, kìm hãm Attila bằng một đội quân nhỏ. Cuối cùng Attila dừng quân tại Po, gặp một phái bộ gồm Thái thú La Mã Trigetius, cựu chấp chính quan Gennadius Avienus và Giáo hoàng Lêô I thuyết phục ông ta về nước. Attila nghe theo, rút quân băng qua núi Alps quay về, không lấy được cả Honoria lẫn Ý. Các nhà chép sử cổ, trung đại gán công đuổi Attila cho giáo hoàng Lêô I và các thế lực siêu nhiên, nhưng có lẽ Attila có nhiều lý do khác để rút lui: quân Hung thiếu ăn và bị bệnh dịch; quân Aetius ra sức giam chân, gây lúng túng cho địch, và cuối cùng - Đông La Mã đã sai một tướng (cũng tên là Aetius) đem quân lên mạn bắc sông Donau, đánh vào bản thổ người Hung và chư hầu. Hai năm sau, Attila chết, đế quốc Hung dần tan rã.

### Bị giết
Vào năm 453, Aetius gả con trai là Gaudentius cho con gái Valentinianus là Placidia để tiến thêm một bước nữa trong đỉnh cao sự nghiệp chính trị của ông, tuy nhiên Valentinianus sợ cuộc hôn nhân này của Aetius có thể ảnh hưởng xấu đến uy quyền và ngôi vị của mình, vì thế đã mời Nguyên lão Nghị viên La Mã là Petronius Maximus và viên thị thần Heraclius tham gia vào kế hoạch sát hại Aetius. Ngày 21 tháng 9 năm 454, khi Aetius đang trình một bản kê khai tài chính tại Ravenna, Valentinianus thình lình nhảy khỏi ghế, kêu rằng không muốn làm nạn nhân của "tên đồi bại nát rượu" Aetius nữa. Valentinianus còn trách mắng Aetius là gây ra nhiều phiền toái cho đế chế, lại còn có âm mưu làm phản. Aetius cố phân trần; Valentinianus tuốt gươm cùng Heraclius chém chết Aetius. Khi Valentinianus khoe rằng mình đã làm được việc lớn, một viên chức phát biểu: "Tôi không biết ông làm thế vì cớ gì, nhưng tôi biết ông đã tự chặt tay phải của ông. Ông Gibbon gán lời này cho Sidonius Apollinaris.
Sau đó Maximus định nắm chức Tổng tư lệnh quân đội nhưng bị Heraclius ngăn lại. Để trả thù, Maximus xúi gục hai thuộc hạ người Hung của Aetius trước đây là Optila và Thraustila giết cả Valentinianus lẫn Heraclius. Vào ngày 16 tháng 3 năm 455, Optila đâm chết Valentinianus khi Valentinianus đang xuống ngựa dừng lại ở Campus Martius để tập bắn cung. Trong khi đó Thraustila truy đuổi và giết chết Heraclius cùng một lúc. Quân sĩ đứng gần đó, ai cũng thương Aetius, nên tuyệt nhiên không cứu Valentinianus.

## Di sản

### Di sản quân sự
Aetius thường được xem là một tướng cầm quân có thực lực, chắc chắn, được dân La Mã rất mến mộ, nể phục. Người Đông La Mã gọi ông là "người La Mã cuối cùng" của Đế quốc Tây La Mã. Hầu hết các sử gia đều cho rằng trận Chalons có ý nghĩa chiến lược rất quan trọng, là thất bại đầu tiên của tướng Hung Attila. Sử gia Gibbon đã phát biểu hùng hồn quan điểm theo đa số:

việc [Attila] chạy sang sông Rhine đã xác định chiến thắng cuối cùng đạt được dưới tên của Đế quốcTây La Mã..".

Gibbon cũng công nhận Aetius là một trong những "người La Mã cuối cùng". Còn theo sử gia John Julius Norwich thì cay độc đổ tội ám sát Aetius của Valentinianus III do những lính gác của ông thực hiện đã khiến cho hoàng đế gặp phải họa sát thân khi thực hiện vụ mưu sát ngu xuẩn vào Aetius "vị đại tướng vĩ đại nhất của Đế chế. "  Vì thế di sản quân sự của Aetius được định hình ngay tại Châlons, dù cho ông có cai trị đế chế phương Tây một cách hữu hiệu từ năm 433-450, và những cố gắng nhằm ổn định các vùng biên giới ở châu Âu dưới sự tràn ngập dồn dập của các "di địc" mà kẻ tiên phong đầu tiên là Attila người Hung.
Một trong những thành tựu quan trọng nhất của ông đó chính là việc tập hợp một liên minh hùng hậu nhằm chống lại Attila như học giả Arther Ferrill đã ghi lại trong một tác phẩm của mình như sau:
Sau khi chia quân bảo vệ sông Rhine, Attila di chuyển tới vùng Trung Gaul và tiến hành bao vây Orléans. Mục tiêu chính của ông là chiếm giữ một vị trí vững mạnh để làm bàn đạp cho việc chinh phục người Đông Goth ở Aquitaine, nhưng Aetius mau chóng tìm kiếm một liên minh ngõ hầu chống lại người Hung. Lãnh tụ của người La Mã đã thiết lập một liên minh hùng mạnh bao gồm các dân tộc man rợ như Đông Goth, Alan và Burgundi, tập hợp họ lại với kẻ thù truyền thống của họ, người La Mã, vì mục đích phòng thủ xứ Gaul. Dù cho các phe có ra sức bảo vệ Đế chế Tây La Mã đi nữa thì tất cả bọn họ đều có cùng một mối căm thù với người Hung, nó thực sự là một thành công vượt trội của Aetius khi ông hướng họ đến mối quan hệ quân sự hữu hiệu.— "Attila the Hun and the Battle of Chalons", by Arther Ferrill

Trong khi sử gia J. B. Bury xem Aetius như là viên chỉ huy quân sự vĩ đại, và là một nhân vật lịch sử phi thường, ông không cho trận chiến tự nó là một nhân tố quyết định ngoại lệ. Ông lập luận rằng Aetius tấn công người Hung khi họ đã rút lui từ Orléans, và từ chối tiếp tục các cuộc tấn công người Hung vào ngày hôm sau, chính xác là để bảo toàn sự cân bằng quyền lực giữa đôi bên. Một ý kiến khác của Bury là ông cho rằng chính Trận Nedao chứ không phải Trận Chalons mới quyết định đến sự tồn vong của Đế quốc Hung tại châu Âu.
Nhìn chung các ý kiến, nhận xét và bình phẩm về ảnh hưởng của Trận Chalons hiện vẫn còn tiếp tục gây ra tranh cãi giữa các sử gia.

### Tranh luận
Khá nhiều ý kiến bàn cãi xoay quanh vấn đề về di sản của Aetius cũng như những gì đã xảy ra tương tư cho StIlyicho. Cả hai đều là những vị đại tướng La Mã tài ba nhất và đều bị sát hại bởi sự đố kỵ của hoàng đế, cái chết của họ đã dẫn tới sự suy yếu tột cùng của Đế chế. Điểm khác biệt chính giữa cả hai mà tất cả các sử gia danh tiếng đều cho rằng Aetius là người La Mã khá trung thành với hoàng đế và là trụ cột của Đế chế, trong khi sử gia Bury lại phát hiện ra rằng StIlyicho là một kẻ phản bội không cố ý. Vào thời điểm cái chết của Aetius, tất cả các tỉnh của La Mã tại Tây Âu đều tràn ngập sự hiện diện của người man rợ. Do nhận sức mạnh quân sự đáng gờm của họ mà Đế chế khó có thể chế ngự được, nên Aetius đã không trục xuất họ ra khỏi biên giới của Đế chế mà ngược lại, ông còn cho phép họ được định cư bên trong lãnh thổ của người La Mã để đổi lấy hòa bình và hưởng những ưu đãi về quân sự của họ. Edward Gibbon rút ra kết luận về một chi tiết quan trọng cho rằng người La Mã đã dần đánh mất sức mạnh quân sự và tinh thần thượng võ, hậu quả là chỉ có những lực lượng dưới quyền những tướng lĩnh tài năng như StIlyicho và Aetius mới có thể kiểm soát được phần lớn người rợ.
Ngoài ra Gibbon còn nhìn nhận Aetius như một nguồn ánh sáng lạc quan cho đế quốc La Mã đang bước vào thời kỳ suy tàn giống như các ý kiến, nhận xét của các sử gia, học giả như Norwich, Creasy, Ferrill, và Watson. Vào năm 1980, Robert F. Pennel viết trong cuốn Ancient Rome from the Earliest Times Down to 476 A.D (La Mã cổ đại từ khởi thủy cho đến năm 476):

Đế chế tự bản thân nó giờ chỉ còn là một vết tích. Các xứ như Gaul, Tây Ban Nha, và Anh quốc thì hầu như đã mất, Illyria và Pannonia thì nằm trong tay của người Goth, và Bắc Phi sớm bị người rợ thâu tóm. Valentinian khá may mắn khi sở hữu được danh tướng Aetius, sinh trưởng ở Scythia, người đã giữ cho cái tên La Mã kéo dài sự tồn tài của nó và được người đời phong tặng danh hiệu Người La Mã Cuối Cùng. Về sau ông bị ám sát bởi vị hoàng đế vô ơn Valentinian.."

Tuy nhiên đã có nhiều ý kiến bất đồng trong việc đánh giá vai trò lịch sử của Aetius từ các sử gia từ xưa đến nay, theo các sử gia như Gibbon, Norwich và Bury thì coi ông là người bảo vệ La Mã trong suốt ba thập kỷ từ sự tấn công tràn lan của người rợ, còn Sir Edward Creasy thì ca ngợi ông là người anh hùng trong trận Châlons, một số khác thì lại phê phán rằng ông đã để mất các tỉnh Bắc Phi của Đế chế vào tay người Vandal, đến như sử gia nổi tiếng như Bury, thường hay phê bình về ông cũng đã phải thốt lên một câu hỏi tỏ vẻ hối tiếc khi nói về cái chết của Aetius: Giờ đây ai sẽ là người giải cứu vùng Ý thoát khỏi người Vandal ?. Chẳng có nhân vật nào có đủ khả năng để thế chỗ Aetius và đảm trách việc bảo vệ và phòng thủ phương Tây. Chỉ có một điều chắc chắn là vai trò của Flavius Aetius trong lịch sử sẽ được người đời mãi mãi ghi nhớ về thành tựu to lớn của nhà quân sự, ngoại giao lớn Tây La Mã cuối cùng và là người đã đánh bại cây roi da của Thượng đế Attila người Hung.

### Aetius trong nghệ thuật
Aetius là nhân vật chính trong vở nhạc kịch Ezio của Handel, và Attila của Verdi.
Aetius là một vai diễn do nam diễn viên Powers Boothe đóng trong bộ phim truyền hình nhiều tập Attila của Mỹ trong đó ông được miêu tả là đối thủ của nhân vật chính của phim là Attila. Ngoài ra Aetius còn được mô tả sinh động như một người anh hùng La Mã cuối cùng đã đoàn kết người La Mã và người Goth trong trận chiến nổi tiếng ở Chalons nhằm ngăn cản bước tiến của quân Hung trong tác phẩm bộ ba Attila của William Napier được xuất bản vào năm 2005.
Trận chiến kinh điển giữa Aetius và Attila được đề cập đến trong suốt cuộc tranh luận giữa Vua Arthur và Seur Clothar được Jack Whyte chú giải chi tiết trong cuốn The Eagle (Đại Bàng) của ông.
Aetius, Galla Placidia và StIlyicho đều xuất hiện như là nhân vật chính trong cuốn tiểu thuyết lịch sử Flavius Aetius: The Last Conqueror (Flavius Aetius: Người Chinh Phục Cuối Cùng) của Jose Gomez-Rivera được xuất bản vào năm 2004.
Aetius, Attila và Theodoric đều xuất hiện trong cuốn tiểu thuyết thứ tư của Michael Curtis Ford với tựa đề The Sword of Attila (Thanh Kiếm của Attila) do Thomas Dunne Books xuất bản vào năm 2005.
Aetius, Attila, Honoria, Leo và một số nhân vật khác được nói đến trong cuốn tiểu thuyết lịch sử sâu sắc của Louis de Wohl với tựa đề Throne of the World (Ngai vàng của Thế giới), xuất bản vào năm 1946, lần tái bản sau này được thay thế bằng cái tên mới là Attila the Hun.